# 526

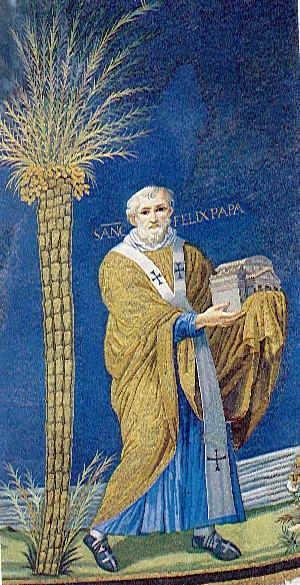
Paus Felix III (r. 526-530)

Het jaar 526 is het 26e jaar in de 6e eeuw volgens de christelijke jaartelling.

## Gebeurtenissen

### Europa
- Koning Theodorik de Grote laat paus Johannes I arresteren na diens terugkeer uit Constantinopel. De vermoedelijk reeds door ziekte verzwakte Johannes overlijdt korte tijd later in de gevangenis.
- 30 augustus - Theodorik de Grote overlijdt in Ravenna na een regeerperiode van 33 jaar. Hij wordt opgevolgd door zijn dochter Amalasuntha die als regente optreedt voor haar 10-jarige zoon Athalarik.
- Amalarik bestijgt de troon en wordt koning van de Visigoten. Hij regeert over Hispania en een stuk van Occitanië. Tevens herstelt hij de Visigotische macht en vestigt zijn residentie in Narbonne.

### Italië
- 12 juli - Paus Felix III (r. 526-530) volgt Johannes I op als de 54e paus van Rome. Tijdens zijn pontificaat laat hij de Tempel van Romulus ombouwen tot kerk die gewijd is aan Cosmas en Damianus.

### Syrië
- 20 mei - Een aardbeving treft Antiochië (Syria) en veroorzaakt grote schade. Hierbij komen ongeveer 300.000 mensen om het leven.

## Vroegchristelijke bouwkunst
- Begin van de bouw van de basiliek van San Vitale (Ravenna). Voor de eerste keer wordt de Byzantijnse mozaïekkunst toegepast.

## Overleden
- 18 mei - Johannes I, paus van de Katholieke Kerk
- Symmachus, Romeins politicus (waarschijnlijke datum)
- 30 augustus - Theodorik de Grote, koning van de Ostrogoten